# 1912 en photographie
| Années de la photographie : 1909 - 1910 - 1911 - 1912 - 1913 - 1914 - 1915    |
| Décennies de la photographie : 1880 - 1890 - 1900 - 1910 - 1920 - 1930 - 1940 |

Cet article présente les faits marquants de l'année 1912 en photographie.

## Événements
- janvier : L'hebdomadaire illustré Le Miroir, lancé en 1910 par Le Petit Parisien et contenant essentiellement des photographies d'actualité, devient un journal indépendant.
- Georges Giraudon succède à son père Adolphe Giraudon à la tête de la maison d'édition photographique Giraudon à Paris.
- La firme Eastman Kodak commercialise le format 127, un format de pellicule photographique pour son appareil Vest Pocket[1]. Elle acquiert la firme britannique Wratten and Wainwright spécialisée dans les plaques et filtres photographiques ; Charles E. Mees qui y assurait la recherche déménage aux États-Unis, s'installe dans les laboratoires de recherche de Kodak à Rochester et en devient le premier directeur.
- Création à Dresde en Allemagne de la firme Ihagee, fabricant d'appareils photographiques, sous les marques Exakta et Exa.

## Études, essais, articles
- Auguste Lumière, Louis Lumière et Alphonse Seyewetz, « Sur la composition des images photographiques obtenues par développement et fixage des impressions latentes du gélatino-bromoiodure et du gélatino-bromure d'argent », Bulletin de la Société française de photographie et de cinématographie, vol. 2, no 3,‎ 1912, p. 36-40.
- (es) Santiago Ramón y Cajal, La fotografía de los colores; fundamentos científicos y reglas prácticas, Madrid, Nicolás Moya, 312 p.

## Festivals et congrès photographiques
- 15 - 16 novembre : 5e congrès national de la photographie professionnelle, Paris[2].

## Naissances

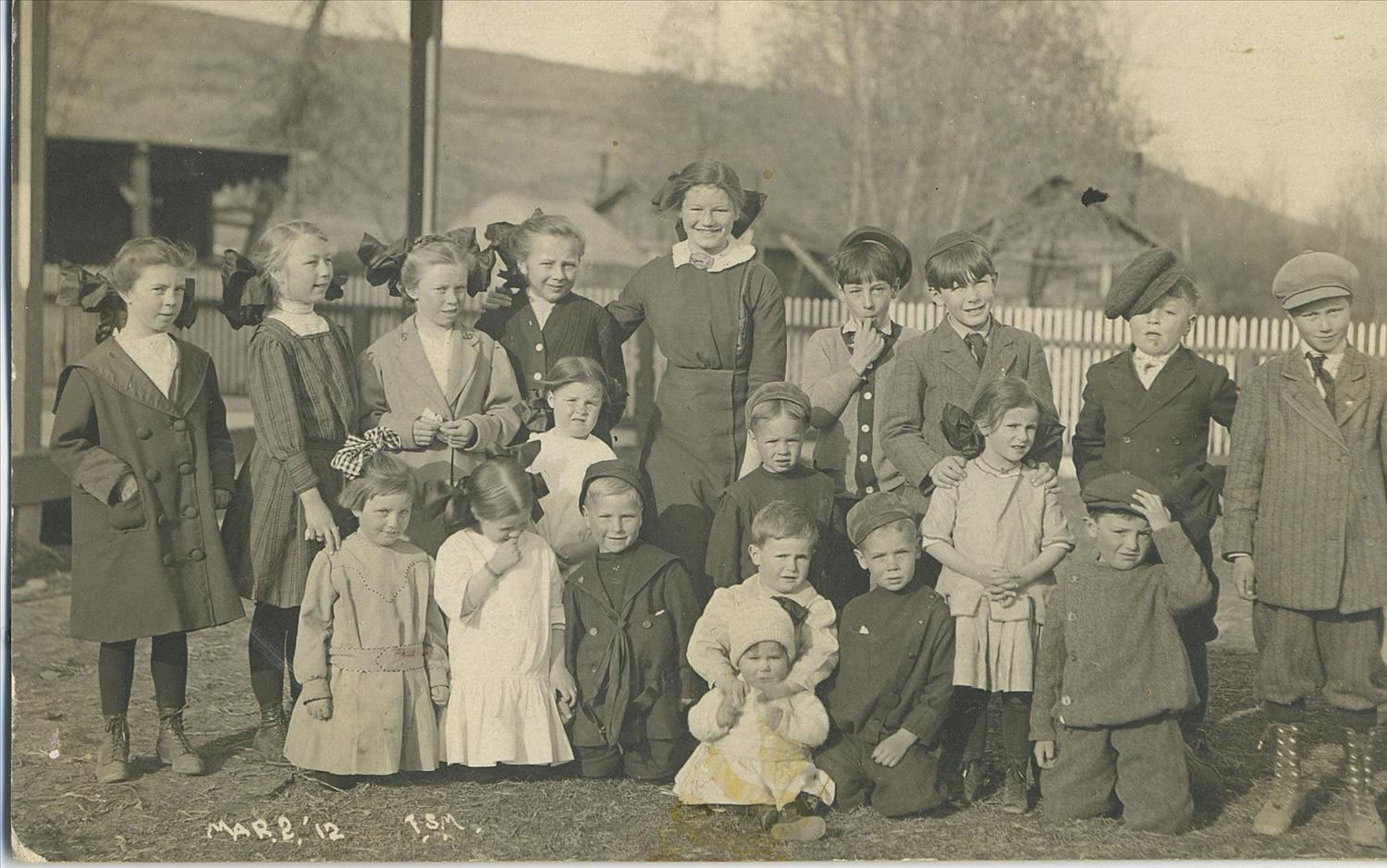
Photographie prise par Frank S. Matsura le 2 mars 1912 à Okanagan au Canada pour le 5e anniversaire d'Ardes Nelson, la petite-fille d'un employeur de Matsura.

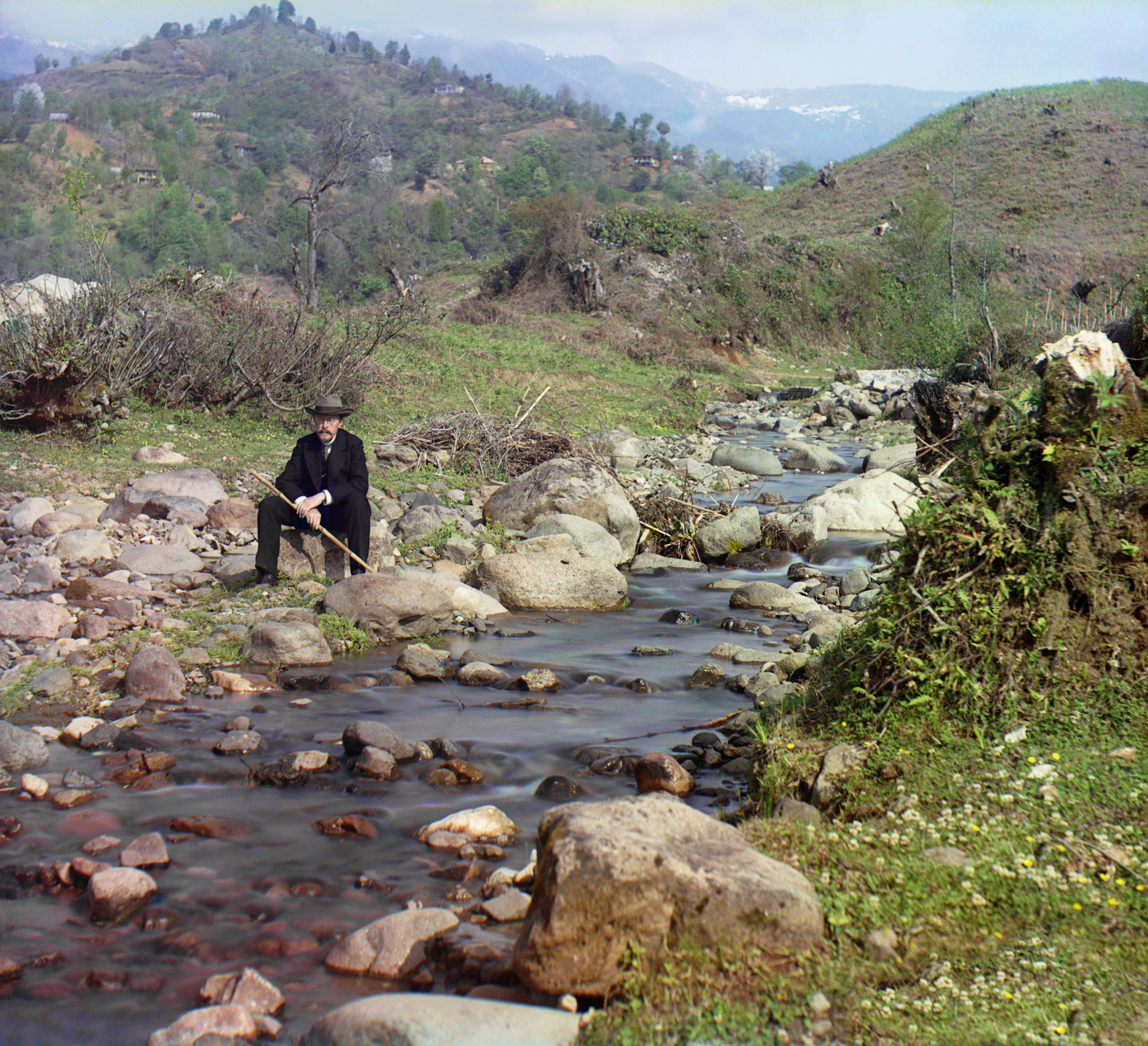
Sergueï Prokoudine-Gorski, Autoportrait sur les bords de la rivière Korolistskali en Géorgie.

- 4 janvier : Marta Hoepffner, photographe allemande, morte le 3 avril 2000.
- 9 janvier : Annemarie Heinrich, photographe d’origine allemande naturalisée argentine, morte le 22 septembre 2005.
- 11 janvier : Raymond Voinquel, photographe de plateau et photographe de nu masculin français, mort le 15 juillet 1994.
- 23 janvier : Klára Langer, photographe hongroise, morte le 20 mai 1973.
- 2 février : Bruno Bernard, photographe américain, mort le 10 mars 1897.
- 15 mars : Marjory Collins, photographe américaine, morte en 1985.
- 17 mars : Ricardo D. Schwartz, photographe et peintre français, mort le 25 mars 2002.
- 23 mars : Georgina Masson, photographe et autrice britannique, morte en 1980.
- 14 avril : Robert Doisneau, photographe français, principal représentant de la photographie humaniste, mort le 1er avril 1994.
- 18 avril : Théo Mey, photographe luxembourgeois, mort le 25 août 1964.
- 21 avril : Eve Arnold, photographe et photojournaliste américaine, morte le 4 janvier 2012.
- 8 mai : 
  - John Deakin, photographe britannique, mort le 25 mai 1972.
  - Marthe Nadar, photographe française, morte le 8 juin 1948.
- 10 mai : Gen Ōtsuka, photographe japonais, mort en 2002.
- 13 mai : Dmitri Baltermants, photographe russe, mort le 11 juin 1990.
- 19 mai : Kati Horna, photographe et photojournaliste hongroise active au Mexique, morte le 19 octobre 2000.
- 24 mai : Dezider Hoffmann, photographe et photojournaliste hongrois, mort le 29 mars 1986.
- 30 mai : François Tuefferd, photographe français, mort le 17 décembre 1996.
- 10 juin : Anatoli Garanine, photojournaliste russe et soviétique, mort le 7 avril 1990.
- 17 juin : Ervin Marton, artiste et photographe franco-hongrois, mort le 30 avril 1968.
- 6 juillet : Raymond Burnier, photographe suisse, mort le 29 septembre 1968.
- 17 juillet : Conrad Poirier, photographe canadien, pionnier du photojournalisme au Québec, mort le 12 janvier 1968.
- 6 août : Heinz Ritter, reporter-photographe et directeur de la photographie allemand, mort le 22 juillet 1958.
- 16 août : William Vandivert, reporter-photographe américain, mort le 1er décembre 1989.
- 22 octobre : Harry Callahan, photographe américain, mort le 15 mars 1999.
- 25 octobre : Jacques Dubois, photographe français, mort le 28 juin 1994.
- Date précise non renseignée ou inconnue :
  - Semiha Es, photojournaliste et photographe de guerre turque, morte le 11 décembre 2012.
  - Barbara Maples, photographe américaine, morte en 1999.
  - Sankichi Ozaki, photographe japonais, mort en 1994.
  - Rikkō Nakamura, photographe japonais, mort en 1995.

## Décès
- 22 janvier : Paul Bergon, photographe français, né le 27 septembre 1863.
- 22 avril : Ignacio Coyne, photographe et cinéaste espagnol, né en 1872.
- 24 avril : Samuel Bourne, photographe britannique actif en Inde, né le 30 octobre 1834.
- 8 mai : Jean-François Armbruster, photographe et peintre français actif à Lyon, né le 21 novembre 1835.
- 21 juillet : Anaïs Napoleón, photographe franco-espagnole, née le 18 mars 1831.
- 19 septembre : Alphonse Davanne, chimiste et photographe primitif français, cofondateur de la Société française de photographie, né le 12 avril 1824.
- 21 octobre : Tamoto Kenzō, photographe japonais, né le 8 mai 1832.
- 16 novembre : Kassian Cephas, photographe indonésien, né le 15 janvier 1845.
- 12 décembre : Émile Placet, photographe et ingénieur français, né le 5 septembre 1834.
- Date précise non renseignée ou inconnue :
  - Catherine Esperon, photographe espagnole, née en 1828.
  - Suzuki Shin'ichi II, photographe japonais, né en 1855.

## Célébrations
Centenaire de naissance
- Marie-Alexandre Alophe
- Adolphe Braun
- Auguste Hippolyte Collard
- John Benjamin Dancer
- Alfred Davignon
- Michael Pakenham Edgeworth
- Andreas Groll (de)
- Jeremiah Gurney (en)
- Auguste Mestral
- Eugène Piot
- Carol Szathmari
- Peter-Wilhelm von Voigtländer
- Adalbert Cuvelier